# Бедфорд (Вирџинија)
Бедфорд (енгл. Bedford) град је у америчкој савезној држави Вирџинија. По попису становништва из 2010. у њему је живело 6.222 становника.

## Демографија
Према попису становништва из 2010. у граду је живело 6.222 становника, што је 77 (1,2%) становника мање него 2000. године.
|                   | 2010.          | 2000.          |
| Укупно            | 6 222 (100,0%) | 6 299 (100,0%) |
| Белци             | 4 671 (75,07%) | 4 703 (74,66%) |
| Афроамериканци    | 1 256 (20,19%) | 1 410 (22,38%) |
| Хиспаноамериканци | 134 (2,154%)   | 56 (0,889%)    |
| Остали            | 120 (1,929%)   | 94 (1,492%)    |
| Азијати           | 41 (0,659%)    | 36 (0,572%)    |